# Alady
Carles Saldaña i Beut, conegut amb el nom artístic d'Alady (València, 6 d'octubre de 1902-Barcelona, 11 de setembre de 1968) va ser un artista de music-hall, una de les figures més populars del Paral·lel barceloní.

## Biografia
Pertanyent a una modesta família, després d'exercir oficis com el de botons d'un cabaret barceloní, començà a actuar com artista de varietats. Sembla que, al principi, no aconseguí massa èxit, per la indumentària europea (esmòquin i bombí), que trencava la imatge tradicional del caricat vestit de pallasso. També el seu humor s'adaptava més a l'estil parisenc, per l'agudesa i enginy de què feia gala.
Quan assolí un cert èxit a Barcelona, actuant amb la Chelito, anà a Madrid i tampoc arribà a agradar del tot per la novetat que representava enfront d'altres còmics tradicionals. Però en retornar a Barcelona aconseguí triomfar al teatre Poliorama, i de bell nou a Madrid triomfà igualment, al costat de Ramper i Carlos Gardel.
Des d'aquell moment, la figura d'Alady es feu popular. Sabia perfectament conjugar el diàleg d'acudits amb el públic, el ball i la caricatura. Com a tertulià radiofònic fou escoltat per milers d'oients i intervingué, malgrat que en papers secundaris, en algunes pel·lícules.
A vegades recordava un chansonier còmic de París. Si bé va recórrer l'estat espanyol, fou a Barcelona on es convertí en una vertadera institució popular. Se l'anomenà a vegades el rei del Paral·lel i actuava quasi permanentment als teatres Còmico, Victòria i Apolo.
Junt als còmics Lepe i Heredia havia format companyia de revistes per assolir grans èxits.

## Espectacles
- 1951. Usted dirá!. Teatre Còmic de Barcelona
- 1953. Diviértase conmigo, amb Bella Dorita. Teatre Romea de Barcelona.
- 1954. Viudos de verano, amb Bella Dorita. Teatre Còmic de Barcelona.
- 1956. Mujeres y música, teatre Apol·lo de Barcelona.
- 1964. ¡Ay, que chicas!, Teatre Apolo de Barcelona.
- 1965. Clementina, no rellisquis. Al Teatre Candilejas de Barcelona.

## Filmografia
- 1930. El amor solfeando. Director: Robert Florey
- 1934. ¡Viva la vida!. Director: Josep Maria Castellví
- 1934. El tren de las 8,47. Director: Raymond Chevalier
- 1935. Sesenta horas en el cielo. Director: Raymond Chevalier
- 1935. El paraíso recobrado. Director: Xavier Güell
- 1936. Don Viudo de Rodríguez. Director: Jerónimo Mihura
- 1953. Esa pareja feliz. Directors: Luis García Berlanga i Juan Antonio Bardem
- 1961. Juventud a la intemperie. Director: Ignacio F. Iquino
- 1962. Las estrellas. Director: Miquel Lluch
- 1965. Un rincón para querernos. Director: Ignacio F. Iquino.
- 1966. La tía de Carlos en minifalda. Director: Ignacio F. Iquino
- 1968. La Mini tía. Director: Ignacio F. Iquino.
- 1968. El Baldiri de la costa. Director: Josep Maria Font
- 1968. La viudita Ye-Ye. Director: Joan Bosch

## Discografia
- El rey del Music Hall español - Alady. 1 CD - Discogràfica: Blue Moon. Any 1998.